# Katholieke Kerk in Rwanda

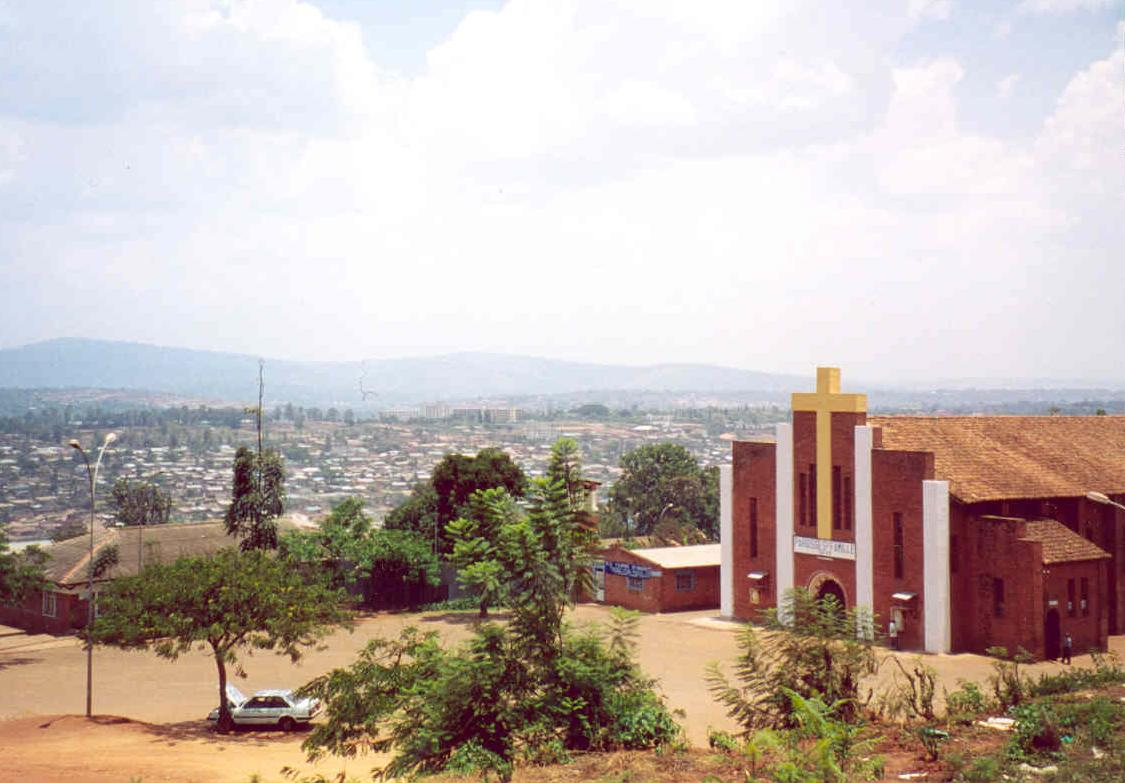
Kathedraal van Kigali

De Katholieke Kerk in Rwanda is een onderdeel van de wereldwijde Katholieke Kerk, onder het geestelijk leiderschap van de paus en de curie in Rome.
In 2005 waren ongeveer 3.642.000 (48%) inwoners van Rwanda lid van de Katholieke Kerk. Rwanda bestaat uit een enkele kerkprovincie met negen bisdommen, waaronder het aartsbisdom Kigali. De bisschoppen zijn lid van de bisschoppenconferentie van Rwanda. President van de bisschoppenconferentie is Smaragde Mbonyintege, bisschop van Kabgayi. Verder is men lid van de Association des Conférences Episcopales de l’Afrique Centrale en de Symposium des Conférences Episcoaples d’Afrique et de Madagascar.
Apostolisch nuntius voor Rwanda is sinds 31 januari 2022 aartsbisschop Arnaldo Catalan.
Paus Johannes Paulus II bezocht van 7 tot 9 september 1990 het land en deed Kigali en Kabgayi aan.

## Bisdommen
| - Aartsbisdom - Bisdom |

- Kigali
  - Butare
  - Byumba
  - Cyangugu
  - Gikongoro
  - Kabgayi
  - Kibungo
  - Nyundo
  - Ruhengeri

Ligging bisdommen binnen Rwanda
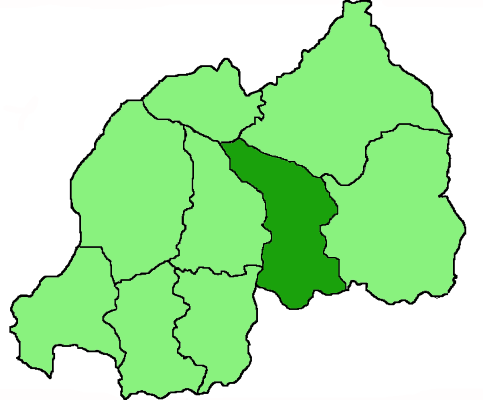
Aartsbisdom Kigali
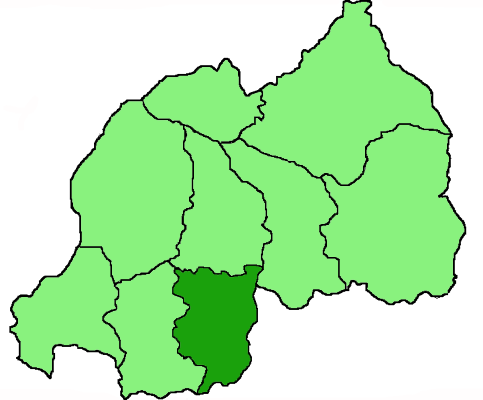
Bisdom Butare
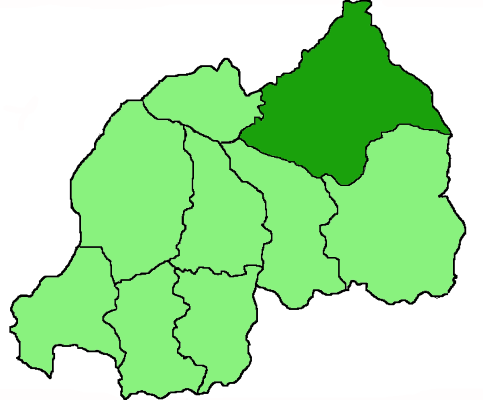
Bisdom Byumba
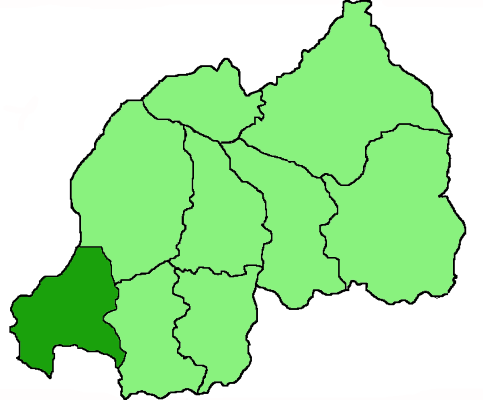
Bisdom Cyangugu
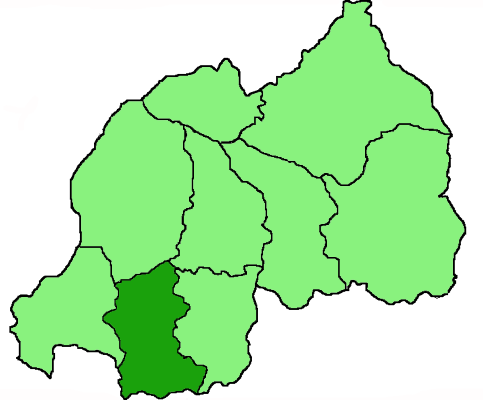
Bisdom Gikongoro
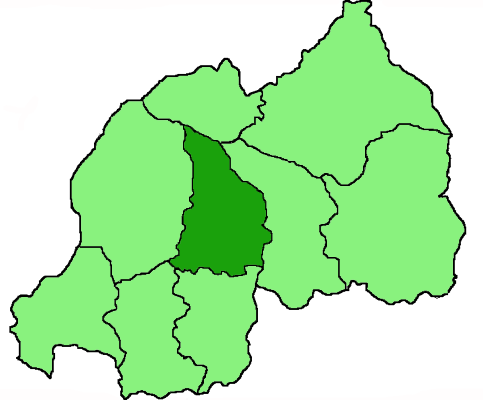
Bisdom Kabgayi
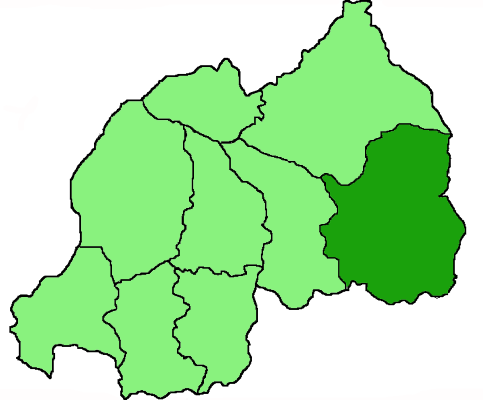
Bisdom Kibungo
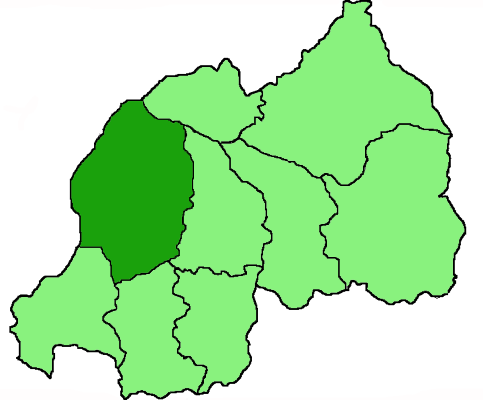
Bisdom Nyundo
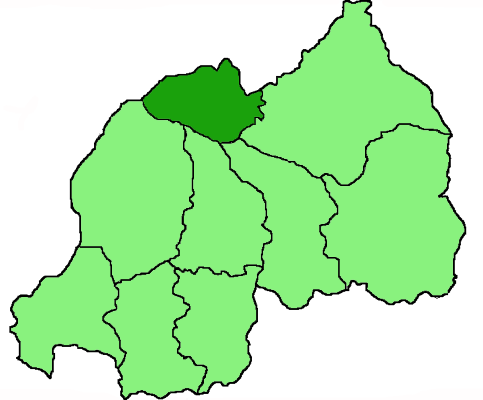
Bisdom Ruhengeri

## Nuntius
- Apostolisch delegaat
  - Aartsbisschop Vito Roberti (1963 – 1964)
- Apostolisch nuntius
  - Aartsbisschop Vito Roberti (1964 – 15 augustus 1965)
  - Aartsbisschop Émile André Jean-Marie Maury (11 juni 1965 – 1967)
  - Aartsbisschop Amelio Poggi (27 mei 1967 – 27 november 1969)
  - Aartsbisschop William Aquin Carew (27 november 1969 – 10 mei 1974)
  - Aartsbisschop Nicola Rotunno (29 juni 1974 – 13 april 1978)
  - Aartsbisschop Thomas A. White (27 mei 1978 – 1 maart 1983)
  - Aartsbisschop Giovanni Battista Morandini (30 augustus 1983 – 12 september 1990)
  - Aartsbisschop Giuseppe Bertello (12 januari 1991 – maart 1995)
  - Aartsbisschop Juliusz Janusz (25 maart 1995 – 26 september 1998)
  - Aartsbisschop Salvatore Pennacchio (28 november 1998 – 20 september 2003)
  - Aartsbisschop Anselmo Guido Pecorari (29 november 2003 – 17 januari 2008)
  - Aartsbisschop Ivo Scapolo (17 januari 2008 - 15 juli 2011)
  - Aartsbisschop Luciano Russo (16 februari 2012 - 14 juni 2016)
  - Aartsbisschop Andrzej Józwowicz (18 maart 2017 - 28 juni 2021)
  - Aartsbisschop Arnaldo Catalan (31 januari 2022 - heden)